# FC Bayern München in het seizoen 2013/14
Dit artikel beschrijft de prestaties van de Duitse voetbalclub FC Bayern München in het seizoen 2013-2014.

## Spelerskern
| No.           | Naam                   | Nationaliteit | Geboortedatum | Vorige club              |
| ------------- | ---------------------- | ------------- | ------------- | ------------------------ |
| Keepers       |                        |               |               |                          |
| 1             | Manuel Neuer           | Duitsland     | 19-03-1982    | FC Schalke 04            |
| 22            | Tom Starke             | Duitsland     | 06-03-1988    | TSG 1899 Hoffenheim      |
| 32            | Lukas Raeder           | Duitsland     | 06-03-1988    | /                        |
| Verdedigers   |                        |               |               |                          |
| 4             | Dante                  | Brazilië      | 18-10-1983    | Borussia Mönchengladbach |
| 5             | Daniel Van Buyten      | België        | 07-02-1978    | Hamburger SV             |
| 13            | Rafinha                | Brazilië      | 07-09-1985    | Genoa                    |
| 15            | Jan Kirchhoff          | Duitsland     | 01-10-1990    | FSV Mainz 05             |
| 17            | Jérôme Boateng         | Duitsland     | 03-09-1988    | Manchester City          |
| 21            | Philipp Lahm           | Duitsland     | 11-11-1983    | VfB Stuttgart            |
| 26            | Diego Contento         | Duitsland     | 01-05-1990    | /                        |
| 27            | David Alaba            | Oostenrijk    | 24-06-1992    | 1899 Hoffenheim          |
| 28            | Holger Badstuber       | Duitsland     | 13-03-1989    | /                        |
| Middenvelders |                        |               |               |                          |
| 6             | Thiago                 | Spanje        | 11-04-1991    | FC Barcelona             |
| 8             | Javi Martínez          | Spanje        | 02-09-1988    | Athletic Bilbao          |
| 11            | Xherdan Shaqiri        | Zwitserland   | 10-10-1991    | FC Basel                 |
| 19            | Mario Götze            | Duitsland     | 03-06-1992    | Borussia Dortmund        |
| 23            | Mitchell Weiser        | Duitsland     | 21-04-1994    | FC Kaiserslautern        |
| 25            | Thomas Müller          | Duitsland     | 13-09-1989    | /                        |
| 31            | Bastian Schweinsteiger | Duitsland     | 01-08-1984    | /                        |
| 34            | Pierre Højbjerg        | Denemarken    | 05-08-1995    | /                        |
| 39            | Toni Kroos             | Duitsland     | 04-01-1990    | Bayer Leverkusen         |
| Aanvallers    |                        |               |               |                          |
| 7             | Franck Ribéry          | Frankrijk     | 07-04-1983    | Olympique Marseille      |
| 9             | Mario Mandžukić        | Kroatië       | 21-05-1986    | VfL Wolfsburg            |
| 10            | Arjen Robben           | Nederland     | 23-01-1984    | Real Madrid              |
| 14            | Claudio Pizarro        | Peru          | 03-10-1978    | Werder Bremen            |
| 20            | Patrick Weihrauch      | Duitsland     | 03-03-1994    | /                        |

- = Aanvoerder

### Technische staf
|                    |                               |               |
| Functie            | Naam                          | Nationaliteit |
| Coach              | Josep Guardiola (foto)        | Spanje        |
| Assistent-coach    | Domènec Torrent               | Spanje        |
| Assistent-coach    | Hermann Gerland               | Duitsland     |
| Keeperstrainer     | Toni Tapalović                | Duitsland     |
| Sportief directeur | Matthias Sammer               | Duitsland     |
| Teamarts           | Hans-Wilhelm Müller-Wohlfahrt | Duitsland     |

## Resultaten
| Bundesliga | DFB-Pokal | DFL-Supercup        | Champions League | UEFA Super Cup | WK voor clubs |
| ---------- | --------- | ------------------- | ---------------- | -------------- | ------------- |
|            |           |                     |                  |                |               |
| Kampioen   | Winnaar   | Verliezend finalist | Halve finale     | Winnaar        | Winnaar       |

## Uitrustingen
Shirtsponsor(s): Deutsche Telekom

Sportmerk: adidas
| Thuis | Uit | Alternatief | Doelman | Doelman (uit) | Doelman (alt.) | Doelman (alt.) |  |

## Transfers

### Zomer

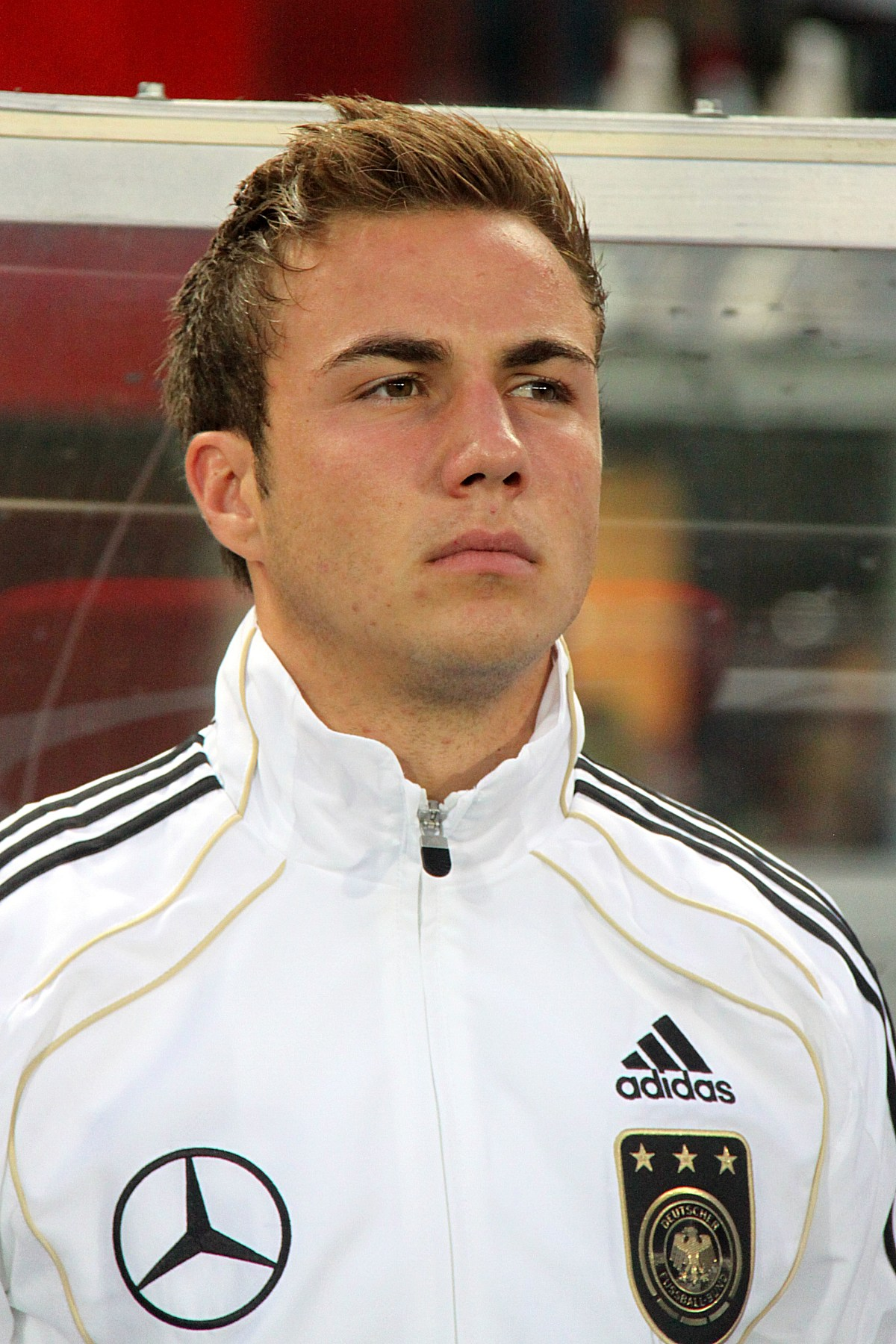
In april 2013 nam Bayern Mario Götze voor 37 miljoen euro over van concurrent Borussia Dortmund.

| Naam                  | Nationaliteit | Van/naar              | Type         |
| --------------------- | ------------- | --------------------- | ------------ |
| Inkomend              |               |                       |              |
| Mario Götze           | Duitsland     | Borussia Dortmund     | € 37.000.000 |
| Jan Kirchhoff         | Duitsland     | FSV Mainz 05          | Transfervrij |
| Thiago                | Spanje        | FC Barcelona          | € 25.000.000 |
| Mitchell Weiser       | Duitsland     | FC Kaiserslautern     | Einde huur   |
| Uitgaand              |               |                       |              |
| Nils Petersen         | Duitsland     | Werder Bremen         | € 3.000.000  |
| Anatoli Tymosjtsjoek  | Oekraïne      | Zenit Sint-Petersburg | Transfervrij |
| Maximilian Riedmüller | Duitsland     | Holstein Kiel         | Transfervrij |
| Dale Jennings         | Engeland      | Barnsley              | € 1.760.000  |
| Mario Gómez           | Duitsland     | Fiorentina            | € 20.000.000 |
| Emre Can              | Duitsland     | Bayer Leverkusen      | niet bekend  |
| Luiz Gustavo          | Brazilië      | VfL Wolfsburg         | niet bekend  |

### Winter
| Naam          | Nationaliteit | Van/naar      | Type       |
| ------------- | ------------- | ------------- | ---------- |
| Inkomend      |               |               |            |
| Uitgaand      |               |               |            |
| Jan Kirchhoff | Duitsland     | FC Schalke 04 | Uitgeleend |

## Bundesliga

### Wedstrijden
| Wedstrijddetails                                    | Thuisploeg                                                       | Uitslag                     | Uitploeg                                                                                  | Opstelling | Kaarten                                    |
| --------------------------------------------------- | ---------------------------------------------------------------- | --------------------------- | ----------------------------------------------------------------------------------------- | --- | ------------------------------------------ |
| Heenronde                                           |                                                                  |                             |                                                                                           | |                                            |
| 9 augustus 2013 20:30 Allianz Arena München         | Bayern München                                                   | 3-1                         | Borussia Mönchengladbach                                                                  | Neuer Lahm, Boateng, Dante, Alaba Kroos (85' Martínez), Schweinsteiger (73' Kirchhoff), Müller (77' Rafinha) Robben, Mandžukić, Ribéry       | 83' Mandžukić                              |
| 9 augustus 2013 20:30 Allianz Arena München         | 12' Robben 16' Mandžukić 69' Alaba                               | 1-0 2-0 2-1 3-1             | 40' Dante (own)                                                                           | Neuer Lahm, Boateng, Dante, Alaba Kroos (85' Martínez), Schweinsteiger (73' Kirchhoff), Müller (77' Rafinha) Robben, Mandžukić, Ribéry       | 83' Mandžukić                              |
| 17 augustus 2013 15:30 Commerzbank-Arena Frankfurt  | Eintracht Frankfurt                                              | 0-1                         | Bayern München                                                                            | Neuer Lahm, Boateng, Dante, Alaba Kroos (88' Rafinha), Schweinsteiger, Shaqiri (65' Thiago) Müller (74' Robben), Mandžukić, Ribéry           | 55' Dante                                  |
| 17 augustus 2013 15:30 Commerzbank-Arena Frankfurt  |                                                                  | 0-1                         | 13' Mandžukić                                                                             | Neuer Lahm, Boateng, Dante, Alaba Kroos (88' Rafinha), Schweinsteiger, Shaqiri (65' Thiago) Müller (74' Robben), Mandžukić, Ribéry           | 55' Dante                                  |
| 24 augustus 2013 15:30 Allianz Arena München        | Bayern München                                                   | 2-0                         | 1. FC Nürnberg                                                                            | Neuer Lahm, Boateng, Dante, Alaba Götze (68' Kroos), Schweinsteiger, Thiago (62' Müller) Robben, Mandžukić, Ribéry (80' Shaqiri)             | 45' Mandžukić 47' Lahm 70' Ribéry          |
| 24 augustus 2013 15:30 Allianz Arena München        | 69' Ribéry 78' Robben                                            | 1-0 2-0                     |                                                                                           | Neuer Lahm, Boateng, Dante, Alaba Götze (68' Kroos), Schweinsteiger, Thiago (62' Müller) Robben, Mandžukić, Ribéry (80' Shaqiri)             | 45' Mandžukić 47' Lahm 70' Ribéry          |
| 27 augustus 2013 18:30 Mage Solarstadion Freiburg   | SC Freiburg                                                      | 1-1                         | Bayern München                                                                            | Neuer Rafinha, Van Buyten, Dante, Contento Götze (62' Lahm), Schweinsteiger (79' Ribéry), Kroos Müller, Pizarro (88' Mandžukić), Shaqiri     | 70' Van Buyten                             |
| 27 augustus 2013 18:30 Mage Solarstadion Freiburg   | 86' Höfler                                                       | 0-1 1-1                     | 33' Shaqiri                                                                               | Neuer Rafinha, Van Buyten, Dante, Contento Götze (62' Lahm), Schweinsteiger (79' Ribéry), Kroos Müller, Pizarro (88' Mandžukić), Shaqiri     | 70' Van Buyten                             |
| 14 september 2013 15:30 Allianz Arena München       | Bayern München                                                   | 2-0                         | Hannover 96                                                                               | Neuer Rafinha, Van Buyten, Boateng (68' Dante), Alaba Müller, Lahm, Kroos (86' Kirchhoff) Robben, Mandžukić, Ribéry (81' Shaqiri)            | 26' Ribéry 32' Kroos 48' Boateng           |
| 14 september 2013 15:30 Allianz Arena München       | 51' Mandžukic 64' Ribéry                                         | 1-0 2-0                     |                                                                                           | Neuer Rafinha, Van Buyten, Boateng (68' Dante), Alaba Müller, Lahm, Kroos (86' Kirchhoff) Robben, Mandžukić, Ribéry (81' Shaqiri)            | 26' Ribéry 32' Kroos 48' Boateng           |
| 21 september 2013 18:30 Veltins-Arena Gelsenkirchen | FC Schalke 04                                                    | 0-4                         | Bayern München                                                                            | Neuer Rafinha, Boateng, Dante, Alaba Schweinsteiger (78' Kirchhoff), Lahm, Kroos Robben (73' Müller), Mandžukić (81' Pizarro), Ribéry        |                                            |
| 21 september 2013 18:30 Veltins-Arena Gelsenkirchen |                                                                  | 0-1 0-2 0-3 0-4             | 21' Schweinsteiger 22' Mandžukić 75' Ribéry 84' Pizarro                                   | Neuer Rafinha, Boateng, Dante, Alaba Schweinsteiger (78' Kirchhoff), Lahm, Kroos Robben (73' Müller), Mandžukić (81' Pizarro), Ribéry        |                                            |
| 28 september 2013 15:30 Allianz Arena München       | Bayern München                                                   | 1-0                         | VfL Wolfsburg                                                                             | Neuer Rafinha, Boateng, Dante, Alaba Müller, Lahm, Schweinsteiger (62' Kroos) Robben (62' Shaqiri), Mandžukić (86' Kirchhoff), Ribéry        | 26' Schweinsteiger 72' Mandžukić           |
| 28 september 2013 15:30 Allianz Arena München       | 63' Müller                                                       | 1-0                         |                                                                                           | Neuer Rafinha, Boateng, Dante, Alaba Müller, Lahm, Schweinsteiger (62' Kroos) Robben (62' Shaqiri), Mandžukić (86' Kirchhoff), Ribéry        | 26' Schweinsteiger 72' Mandžukić           |
| 5 oktober 2013 18:30 BayArena Leverkusen            | Bayer Leverkusen                                                 | 1-1                         | Bayern München                                                                            | Neuer Rafinha, Boateng, Dante, Alaba Kroos (85' Götze), Lahm, Schweinsteiger Shaqiri (71' Robben), Müller (80' Mandžukić), Ribéry            | 67' Boateng                                |
| 5 oktober 2013 18:30 BayArena Leverkusen            | 31' Sam                                                          | 0-1 1-1                     | 30' Kroos                                                                                 | Neuer Rafinha, Boateng, Dante, Alaba Kroos (85' Götze), Lahm, Schweinsteiger Shaqiri (71' Robben), Müller (80' Mandžukić), Ribéry            | 67' Boateng                                |
| 19 oktober 2013 15:30 Allianz Arena München         | Bayern München                                                   | 4-1                         | FSV Mainz 05                                                                              | Neuer Rafinha (46' Götze), Boateng, Dante (43' Alaba), Contento Schweinsteiger, Lahm, Kroos Robben, Mandžukić (74' Kirchhoff), Müller        | 77' Kirchhoff                              |
| 19 oktober 2013 15:30 Allianz Arena München         | 50' Robben 52' Müller 69' Mandžukić 82' Müller                   | 0-1 1-1 2-1 3-1 4-1         | 44' Parker                                                                                | Neuer Rafinha (46' Götze), Boateng, Dante (43' Alaba), Contento Schweinsteiger, Lahm, Kroos Robben, Mandžukić (74' Kirchhoff), Müller        | 77' Kirchhoff                              |
| 26 oktober 2013 15:30 Allianz Arena München         | Bayern München                                                   | 3-2                         | Hertha BSC                                                                                | Neuer Rafinha, Van Buyten, Boateng, Alaba Schweinsteiger, Lahm, Kroos (24' Götze) Robben (26' Mandžukić), Müller (64' Martínez), Ribéry      | 28' Boateng 35' Schweinsteiger 50' Rafinha |
| 26 oktober 2013 15:30 Allianz Arena München         | 29' Mandžukić 51' Mandžukić 54' Götze                            | 0-1 1-1 2-1 3-1 3-2         | 4' Ramos 58' Ben-Hatira                                                                   | Neuer Rafinha, Van Buyten, Boateng, Alaba Schweinsteiger, Lahm, Kroos (24' Götze) Robben (26' Mandžukić), Müller (64' Martínez), Ribéry      | 28' Boateng 35' Schweinsteiger 50' Rafinha |
| 2 november 2013 15:30 Rhein-Neckar-Arena Sinsheim   | Hoffenheim                                                       | 1-2                         | Bayern München                                                                            | Neuer Lahm, Boateng, Dante, Alaba Götze (80' Rafinha), Martínez, Schweinsteiger Müller, Mandžukić (64' Kroos), Ribéry                        |                                            |
| 2 november 2013 15:30 Rhein-Neckar-Arena Sinsheim   | 34 Süle                                                          | 1-0 1-1 1-2                 | 39' Mandžukić 75' Müller                                                                  | Neuer Lahm, Boateng, Dante, Alaba Götze (80' Rafinha), Martínez, Schweinsteiger Müller, Mandžukić (64' Kroos), Ribéry                        |                                            |
| 9 november 2013 15:30 Allianz Arena München         | Bayern München                                                   | 3-0                         | FC Augsburg                                                                               | Neuer Rafinha (74' Müller), Boateng, Dante, Alaba Lahm, Martínez, Kroos (81' Kirchhoff) Götze (66' Robben), Mandžukić, Ribéry                |                                            |
| 9 november 2013 15:30 Allianz Arena München         | 4' Boateng 42' Ribéry 90+5' Müller                               | 1-0 2-0 3-0                 |                                                                                           | Neuer Rafinha (74' Müller), Boateng, Dante, Alaba Lahm, Martínez, Kroos (81' Kirchhoff) Götze (66' Robben), Mandžukić, Ribéry                |                                            |
| 23 november 2013 18:30 Signal Iduna Park Dortmund   | Borussia Dortmund                                                | 0-3                         | Bayern München                                                                            | Neuer Rafinha (79' Van Buyten), Boateng (64' Thiago), Dante, Alaba Martínez, Lahm, Kroos Müller, Mandžukić (56' Götze), Robben               | 36' Boateng 45' Rafinha 45' Mandžukić      |
| 23 november 2013 18:30 Signal Iduna Park Dortmund   |                                                                  | 0-1 0-2 0-3                 | 66' Götze 85' Robben 87' Müller                                                           | Neuer Rafinha (79' Van Buyten), Boateng (64' Thiago), Dante, Alaba Martínez, Lahm, Kroos Müller, Mandžukić (56' Götze), Robben               | 36' Boateng 45' Rafinha 45' Mandžukić      |
| 30 november 2013 15:30 Allianz Arena München        | Bayern München                                                   | 2-0                         | Eintracht Braunschweig                                                                    | Neuer Rafinha, Van Buyten, Dante, Alaba Thiago, Martínez, Kroos Müller (57' Mandžukić), Götze, Robben                                        |                                            |
| 30 november 2013 15:30 Allianz Arena München        | 2' Robben 30' Robben                                             | 1-0 2-0                     |                                                                                           | Neuer Rafinha, Van Buyten, Dante, Alaba Thiago, Martínez, Kroos Müller (57' Mandžukić), Götze, Robben                                        |                                            |
| 7 december 2013 15:30 Weserstadion Bremen           | Werder Bremen                                                    | 0-7                         | Bayern München                                                                            | Neuer Rafinha, Van Buyten, Boateng (62' Dante), Alaba Götze, Thiago (76' Pizarro), Kroos (70' Kirchhoff) Müller, Mandžukić, Ribéry           | 32' Boateng 66' Van Buyten                 |
| 7 december 2013 15:30 Weserstadion Bremen           |                                                                  | 0-1 0-2 0-3 0-4 0-5 0-6 0-7 | 21' Lukimya (own) 27' Van Buyten 38' Ribéry 60' Mandžukic 68' Müller 82' Ribéry 90' Götze | Neuer Rafinha, Van Buyten, Boateng (62' Dante), Alaba Götze, Thiago (76' Pizarro), Kroos (70' Kirchhoff) Müller, Mandžukić, Ribéry           | 32' Boateng 66' Van Buyten                 |
| 14 december 2013 15:30 Allianz Arena München        | Bayern München                                                   | 3-1                         | Hamburger SV                                                                              | Neuer Rafinha, Van Buyten, Dante, Contento Thiago, Lahm, Kroos (82' Højbjerg) Müller (78' Shaqiri), Mandžukić, Götze (64' Ribéry)            |                                            |
| 14 december 2013 15:30 Allianz Arena München        | 42' Mandžukic 52' Götze 90+3' Shaqiri                            | 1-0 2-0 2-1 3-1             | 87' Lasogga                                                                               | Neuer Rafinha, Van Buyten, Dante, Contento Thiago, Lahm, Kroos (82' Højbjerg) Müller (78' Shaqiri), Mandžukić, Götze (64' Ribéry)            |                                            |
| 24 januari 2014 20:30 Borussia-Park Mönchengladbach | Borussia Mönchengladbach                                         | 0-2                         | Bayern München                                                                            | Neuer Rafinha, Boateng, Dante, Alaba Thiago, Lahm, Kroos (87' Højbjerg) Müller, Götze (82' Pizarro), Shaqiri (79' Robben)                    | 79' Kroos                                  |
| 24 januari 2014 20:30 Borussia-Park Mönchengladbach |                                                                  | 0-1 0-2                     | 7' Götze 53' Müller                                                                       | Neuer Rafinha, Boateng, Dante, Alaba Thiago, Lahm, Kroos (87' Højbjerg) Müller, Götze (82' Pizarro), Shaqiri (79' Robben)                    | 79' Kroos                                  |
| 29 januari 2014 20:00 Mercedes-Benz Arena Stuttgart | VfB Stuttgart                                                    | 1-2                         | Bayern München                                                                            | Neuer Rafinha, Boateng, Dante, Alaba Thiago, Lahm, Kroos (60' Mandžukić) Müller, Götze (88' Contento), Shaqiri (59' Pizarro)                 | 49' Kroos 56' Dante 83' Boateng            |
| 29 januari 2014 20:00 Mercedes-Benz Arena Stuttgart | 29' Ibišević                                                     | 1-0 1-1 1-2                 | 76' Pizarro 90+3' Thiago                                                                  | Neuer Rafinha, Boateng, Dante, Alaba Thiago, Lahm, Kroos (60' Mandžukić) Müller, Götze (88' Contento), Shaqiri (59' Pizarro)                 | 49' Kroos 56' Dante 83' Boateng            |
| 2 februari 2014 17:30 Allianz Arena München         | Bayern München                                                   | 5-0                         | Eintracht Frankfurt                                                                       | Neuer Rafinha, Boateng, Dante, Alaba (75' Contento) Thiago, Lahm, Götze (74' Pizarro) Shaqiri (65' Robben), Mandžukić, Ribéry                |                                            |
| 2 februari 2014 17:30 Allianz Arena München         | 12' Götze 44' Ribéry 67' Robben 69' Dante 89' Mandžukić          | 1-0 2-0 3-0 4-0 5-0         |                                                                                           | Neuer Rafinha, Boateng, Dante, Alaba (75' Contento) Thiago, Lahm, Götze (74' Pizarro) Shaqiri (65' Robben), Mandžukić, Ribéry                |                                            |
| 8 februari 2014 15:30 Grundig Stadion Nürnberg      | FC Nürnberg                                                      | 0-2                         | Bayern München                                                                            | Neuer Rafinha, Boateng, Dante, Alaba Thiago, Lahm, Götze Müller (72' Martínez), Mandžukić (86' Pizarro), Robben (81' Shaqiri)                | 43' Lahm 64' Mandžukić 65' Müller          |
| 8 februari 2014 15:30 Grundig Stadion Nürnberg      |                                                                  | 0-1 0-2                     | 18' Mandžukić 49' Lahm                                                                    | Neuer Rafinha, Boateng, Dante, Alaba Thiago, Lahm, Götze Müller (72' Martínez), Mandžukić (86' Pizarro), Robben (81' Shaqiri)                | 43' Lahm 64' Mandžukić 65' Müller          |
| 15 februari 2014 15:30 Allianz Arena München        | Bayern München                                                   | 4-0                         | SC Freiburg                                                                               | Neuer Rafinha, Martínez, Dante, Contento Müller, Lahm (64' Götze), Kroos Robben (78' Van Buyten), Pizarro, Shaqiri (61' Schweinsteiger)      | 48' Martínez 67' Kroos 85' Dante           |
| 15 februari 2014 15:30 Allianz Arena München        | 19' Dante 34' Shaqiri 41' Shaqiri 88' Pizarro                    | 1-0 2-0 3-0 4-0             |                                                                                           | Neuer Rafinha, Martínez, Dante, Contento Müller, Lahm (64' Götze), Kroos Robben (78' Van Buyten), Pizarro, Shaqiri (61' Schweinsteiger)      | 48' Martínez 67' Kroos 85' Dante           |
| 23 februari 2014 17:30 HDI-Arena Hannover           | Hannover 96                                                      | 0-4                         | Bayern München                                                                            | Starke Rafinha, Martínez, Boateng, Alaba Lahm, Schweinsteiger (72' Pizarro), Götze (67' Kroos) Müller (62' Robben), Mandžukić, Thiago        | 23' Rafinha                                |
| 23 februari 2014 17:30 HDI-Arena Hannover           |                                                                  | 0-1 0-2 0-3 0-4             | 25' Müller 34' Thiago 59' Müller 66' Mandžukić                                            | Starke Rafinha, Martínez, Boateng, Alaba Lahm, Schweinsteiger (72' Pizarro), Götze (67' Kroos) Müller (62' Robben), Mandžukić, Thiago        | 23' Rafinha                                |
| 1 maart 2014 18:30 Allianz Arena München            | Bayern München                                                   | 5-1                         | FC Schalke 04                                                                             | Neuer Rafinha, Martínez, Dante, Alaba Thiago, Schweinsteiger (77' Højbjerg), Kroos Robben (84' Contento), Mandžukić, Götze (70' Pizarro)     | 42' Thiago                                 |
| 1 maart 2014 18:30 Allianz Arena München            | 3' Alaba 15' Robben 24' Mandžukić 28' Robben 77' Robben          | 1-0 2-0 3-0 4-0 4-1 5-1     | 64' Rafinha (own)                                                                         | Neuer Rafinha, Martínez, Dante, Alaba Thiago, Schweinsteiger (77' Højbjerg), Kroos Robben (84' Contento), Mandžukić, Götze (70' Pizarro)     | 42' Thiago                                 |
| 8 maart 2014 15:30 Volkswagen-Arena Wolfsburg       | VfL Wolfsburg                                                    | 1-6                         | Bayern München                                                                            | Neuer Rafinha, Dante, Boateng, Alaba Kroos (57' Mandžukić), Lahm (67' Martínez), Shaqiri (56' Thiago) Robben, Müller, Ribéry                 |                                            |
| 8 maart 2014 15:30 Volkswagen-Arena Wolfsburg       | 17' Naldo                                                        | 1-0 1-1 1-2 1-3 1-4 1-5     | 26' Shaqiri 63' Müller 66' Mandžukić 71' Ribéry 78' Müller 80' Mandžukić                  | Neuer Rafinha, Dante, Boateng, Alaba Kroos (57' Mandžukić), Lahm (67' Martínez), Shaqiri (56' Thiago) Robben, Müller, Ribéry                 |                                            |
| 15 maart 2014 18:30 Allianz Arena München           | Bayern München                                                   | 2-1                         | Bayer Leverkusen                                                                          | Neuer Rafinha, Van Buyten, Boateng, Contento Müller, Schweinsteiger, Kroos (85' Kroos) Robben (66' Ribéry), Mandžukić (75' Shaqiri), Götze   |                                            |
| 15 maart 2014 18:30 Allianz Arena München           | 44' Mandžukić 52' Schweinsteiger                                 | 1-0 2-0 2-1                 | 90+1' Kießling                                                                            | Neuer Rafinha, Van Buyten, Boateng, Contento Müller, Schweinsteiger, Kroos (85' Kroos) Robben (66' Ribéry), Mandžukić (75' Shaqiri), Götze   |                                            |
| 22 maart 2014 15:30 Coface Arena Mainz              | FSV Mainz 05                                                     | 0-2                         | Bayern München                                                                            | Neuer Lahm, Martínez, Boateng, Alaba Schweinsteiger, Kroos, Müller (64' Götze) Robben (73' Shaqiri), Mandžukić (81' Pizarro), Ribéry         |                                            |
| 22 maart 2014 15:30 Coface Arena Mainz              |                                                                  | 0-1 0-2                     | 82' Schweinsteiger 86' Götze                                                              | Neuer Lahm, Martínez, Boateng, Alaba Schweinsteiger, Kroos, Müller (64' Götze) Robben (73' Shaqiri), Mandžukić (81' Pizarro), Ribéry         |                                            |
| 25 maart 2014 20:00 Olympisch Stadion Berlijn       | Hertha BSC                                                       | 1-3                         | Bayern München                                                                            | Neuer Rafinha, Boateng, Dante, Alaba Schweinsteiger (64' Thiago), Lahm, Kroos Robben (54' Ribéry), Müller (54' Mandžukić), Götze             |                                            |
| 25 maart 2014 20:00 Olympisch Stadion Berlijn       | 66' Ramos                                                        | 0-1 0-2 1-2 1-3             | 6' Kroos 14' Götze 79' Ribéry                                                             | Neuer Rafinha, Boateng, Dante, Alaba Schweinsteiger (64' Thiago), Lahm, Kroos Robben (54' Ribéry), Müller (54' Mandžukić), Götze             |                                            |
| 29 maart 2014 15:30 Allianz Arena München           | Bayern München                                                   | 3-3                         | Hoffenheim                                                                                | Starke Rafinha, Van Buyten, Dante, Contento Schweinsteiger, Götze (46' Mandžukić), Thiago (25' Lahm) Shaqiri, Pizarro, Ribéry (76' Robben)   | 80' Schweinsteiger                         |
| 29 maart 2014 15:30 Allianz Arena München           | 31' Pizarro 34' Shaqiri 40' Pizarro                              | 0-1 1-1 2-1 3-1 3-2 3-3     | 23' Modeste 44' Salihović 75' Firmino                                                     | Starke Rafinha, Van Buyten, Dante, Contento Schweinsteiger, Götze (46' Mandžukić), Thiago (25' Lahm) Shaqiri, Pizarro, Ribéry (76' Robben)   | 80' Schweinsteiger                         |
| 5 april 2014 15:30 SGL Arena Augsburg               | FC Augsburg                                                      | 1-0                         | Bayern München                                                                            | Neuer Weiser, Van Buyten, Martínez, Sallahi (51' Alaba) Schweinsteiger, Kroos, Pizarro (63' Müller) Shaqiri (46' Götze), Mandžukić, Højbjerg | 82' Van Buyten 84' Weiser                  |
| 5 april 2014 15:30 SGL Arena Augsburg               | 31' Mölders                                                      | 1-0                         |                                                                                           | Neuer Weiser, Van Buyten, Martínez, Sallahi (51' Alaba) Schweinsteiger, Kroos, Pizarro (63' Müller) Shaqiri (46' Götze), Mandžukić, Højbjerg | 82' Van Buyten 84' Weiser                  |
| 12 april 2014 18:30 Allianz Arena München           | Bayern München                                                   | 0-3                         | Borussia Dortmund                                                                         | Neuer (46' Raeder) Rafinha Martínez, Dante, Alaba Schweinsteiger, Lahm, Götze Robben (69' Kroos), Mandžukić, Ribéry (60' Müller)             | 10' Martínez 80' Kroos 90+1' Rafinha       |
| 12 april 2014 18:30 Allianz Arena München           |                                                                  | 0-1 0-2 0-3                 | 20' Mkhitaryan 49' Reus 56' Hofmann                                                       | Neuer (46' Raeder) Rafinha Martínez, Dante, Alaba Schweinsteiger, Lahm, Götze Robben (69' Kroos), Mandžukić, Ribéry (60' Müller)             | 10' Martínez 80' Kroos 90+1' Rafinha       |
| 19 april 2014 15:30 Eintracht-Stadion Braunschweig  | Eintracht Braunschweig                                           | 0-2                         | Bayern München                                                                            | Raeder Lahm (88' Weiser), Martínez, Dante, Boateng Højbjerg, Schweinsteiger, Götze Robben (73' Mandžukić), Pizarro, Ribéry (73' Müller)      | 89' Schweinsteiger                         |
| 19 april 2014 15:30 Eintracht-Stadion Braunschweig  |                                                                  | 0-1 0-2                     | 75' Pizarro 86' Mandžukić                                                                 | Raeder Lahm (88' Weiser), Martínez, Dante, Boateng Højbjerg, Schweinsteiger, Götze Robben (73' Mandžukić), Pizarro, Ribéry (73' Müller)      | 89' Schweinsteiger                         |
| 26 april 2014 15:30 Allianz Arena München           | Bayern München                                                   | 5-2                         | Werder Bremen                                                                             | Neuer Weiser (46' Lahm), Boateng, Dante (73' Robben), Alaba (76' Contento) Martínez, Schweinsteiger, Götze Müller, Pizarro, Ribéry           | 38' Müller                                 |
| 26 april 2014 15:30 Allianz Arena München           | 20' Ribéry 53' Pizarro 57' Pizarro 61' Schweinsteiger 74' Robben | 0-1 1-1 1-2 2-2 3-2 4-2 5-2 | 10' Gebre Selassie 36' Hunt                                                               | Neuer Weiser (46' Lahm), Boateng, Dante (73' Robben), Alaba (76' Contento) Martínez, Schweinsteiger, Götze Müller, Pizarro, Ribéry           | 38' Müller                                 |
| 3 mei 2014 15:30 Imtech Arena Hamburg               | Hamburger SV                                                     | 1-4                         | Bayern München                                                                            | Raeder Lahm, Boateng, Dante, Alaba Martínez, Schweinsteiger, Kroos (67' Højbjerg) Robben (73' Pizarro), Müller, Götze                        | 64' Martínez 86' Boateng                   |
| 3 mei 2014 15:30 Imtech Arena Hamburg               | 72' Çalhanoğlu                                                   | 0-1 0-2 0-3 1-3 1-4         | 32' Götze 55' Müller 69' Götze 75' Pizarro                                                | Raeder Lahm, Boateng, Dante, Alaba Martínez, Schweinsteiger, Kroos (67' Højbjerg) Robben (73' Pizarro), Müller, Götze                        | 64' Martínez 86' Boateng                   |
| 10 mei 2014 15:30 Allianz Arena München             | Bayern München                                                   | 1-0                         | VfB Stuttgart                                                                             | Neuer Rafinha, Van Buyten, Dante, Alaba Schweinsteiger (37' Højbjerg), Martínez, Kroos Robben, Mandžukić (64' Pizarro), Müller               | 22' Kroos 68' Dante                        |
| 10 mei 2014 15:30 Allianz Arena München             | 90+2' Pizarro                                                    | 1-0                         |                                                                                           | Neuer Rafinha, Van Buyten, Dante, Alaba Schweinsteiger (37' Højbjerg), Martínez, Kroos Robben, Mandžukić (64' Pizarro), Müller               | 22' Kroos 68' Dante                        |

### Overzicht
| Speeldag  | 1 | 2 | 3 | 4  | 5  | 6  | 7  | 8  | 9  | 10 | 11 | 12 | 13 | 14 | 15 | 16 | 17 | 18 | 19 | 20 | 21 | 22 | 23 | 24 | 25 | 26 | 27 | 28 | 29 | 30 | 31 | 32 | 33 | 34 |
| --------- | - | - | - | -- | -- | -- | -- | -- | -- | -- | -- | -- | -- | -- | -- | -- | -- | -- | -- | -- | -- | -- | -- | -- | -- | -- | -- | -- | -- | -- | -- | -- | -- | -- |
| Resultaat | w | w | w | g  | w  | w  | w  | g  | w  | w  | w  | w  | w  | w  | w  | w  | w  | w  | w  | w  | w  | w  | w  | w  | w  | w  | w  | g  | v  | v  | w  | w  | w  | w  |
| Punten    | 3 | 6 | 9 | 10 | 13 | 16 | 19 | 20 | 23 | 26 | 29 | 32 | 35 | 38 | 41 | 44 | 47 | 50 | 53 | 56 | 59 | 62 | 65 | 68 | 71 | 74 | 77 | 78 | 78 | 78 | 81 | 84 | 87 | 90 |
| Positie   | 4 | 3 | 3 | 2  | 2  | 2  | 2  | 1  | 1  | 1  | 1  | 1  | 1  | 1  | 1  | 1  | 1  | 1  | 1  | 1  | 1  | 1  | 1  | 1  | 1  | 1  | 1  | 1  | 1  | 1  | 1  | 1  | 1  | 1  |

## DFL-Supercup
| DFL-Supercup                                  |                                                    |                         |                       | |             |
| Wedstrijddetails                              | Thuisploeg                                         | Uitslag                 | Uitploeg              | Opstelling | Kaarten     |
| Finale                                        |                                                    |                         |                       | |             |
| 27 juli 2013 20:30 Signal Iduna Park Dortmund | Borussia Dortmund                                  | 4-2                     | Bayern München        | Starke Lahm, Van Buyten, Boateng, Alaba Shaqiri (67' Schweinsteiger), Kroos (86' Dante), Thiago Robben, Mandžukić (75' Pizarro), Müller | 90' Boateng |
| 27 juli 2013 20:30 Signal Iduna Park Dortmund | 6' Reus 56' Van Buyten (own) 57' Gündoğan 86' Reus | 1-0 1-1 2-1 3-1 3-2 4-2 | 54' Robben 64' Robben | Starke Lahm, Van Buyten, Boateng, Alaba Shaqiri (67' Schweinsteiger), Kroos (86' Dante), Thiago Robben, Mandžukić (75' Pizarro), Müller | 90' Boateng |

## DFB-Pokal

### Wedstrijden
| DFB-Pokal                                     |                                                                   |                         |                                                                | |                                                                |
| Wedstrijddetails                              | Thuisploeg                                                        | Uitslag                 | Uitploeg                                                       | Opstelling | Kaarten                                                        |
| 1/32 finale                                   |                                                                   |                         |                                                                | |                                                                |
| 5 augustus 2013 20:30 osnatel-Arena Osnabrück | Schwarz-Weiß Rehden (IV)                                          | 0-5                     | Bayern München                                                 | Neuer Rafinha, Van Buyten, Dante (68' Boateng), Alaba Shaqiri, Kroos (81' Martínez), Schweinsteiger (61' Kirchhoff) Robben, Mandžukić, Müller | 48' Shaqiri 66' Mandžukić                                      |
| 5 augustus 2013 20:30 osnatel-Arena Osnabrück |                                                                   | 0-1 0-2 0-3 0-4 0-5     | 18' Shaqiri 45' Müller 59' Müller 64' Müller 88' Robben        | Neuer Rafinha, Van Buyten, Dante (68' Boateng), Alaba Shaqiri, Kroos (81' Martínez), Schweinsteiger (61' Kirchhoff) Robben, Mandžukić, Müller | 48' Shaqiri 66' Mandžukić                                      |
| 1/16 finale                                   |                                                                   |                         |                                                                | |                                                                |
| 25 september 2013 20:30 Allianz Arena München | Bayern München                                                    | 4-1                     | Hannover 96                                                    | Neuer Rafinha, Van Buyten, Dante, Contento (82' Kirchhoff) Schweinsteiger (68' Alaba), Lahm, Kroos Müller, Pizarro (65' Ribéry), Shaqiri      | 81' Dante                                                      |
| 25 september 2013 20:30 Allianz Arena München | 17' Müller 22' Pizarro 64' Müller 78' Ribéry                      | 1-0 2-0 2-1 3-1 4-1     | 37' Ya Konan                                                   | Neuer Rafinha, Van Buyten, Dante, Contento (82' Kirchhoff) Schweinsteiger (68' Alaba), Lahm, Kroos Müller, Pizarro (65' Ribéry), Shaqiri      | 81' Dante                                                      |
| 1/8 finale                                    |                                                                   |                         |                                                                | |                                                                |
| 4 december 2013 20:30 SGL Arena Augsburg      | FC Augsburg                                                       | 0-2                     | Bayern München                                                 | Neuer Rafinha, Boateng, Dante, Alaba Thiago, Martínez, Kroos (86' Højbjerg) Robben (16' Müller), Mandžukić, Götze (67' Ribéry)                | 72' Müller                                                     |
| 4 december 2013 20:30 SGL Arena Augsburg      |                                                                   | 0-1 0-2                 | 2' Robben 78' Müller                                           | Neuer Rafinha, Boateng, Dante, Alaba Thiago, Martínez, Kroos (86' Højbjerg) Robben (16' Müller), Mandžukić, Götze (67' Ribéry)                | 72' Müller                                                     |
| Kwartfinale                                   |                                                                   |                         |                                                                | |                                                                |
| 12 februari 2014 20:30 Imtech Arena Hamburg   | Hamburger SV                                                      | 0-5                     | Bayern München                                                 | Neuer Rafinha, Boateng (49' Martínez), Dante, Alaba Thiago (65' Shaqiri), Lahm (65' Schweinsteiger), Kroos Robben, Mandžukić, Götze           |                                                                |
| 12 februari 2014 20:30 Imtech Arena Hamburg   |                                                                   | 0-1 0-2 0-3 0-4 0-5     | 21' Mandžukić 26' Dante 54' Robben 74' Mandžukić 76' Mandžukić | Neuer Rafinha, Boateng (49' Martínez), Dante, Alaba Thiago (65' Shaqiri), Lahm (65' Schweinsteiger), Kroos Robben, Mandžukić, Götze           |                                                                |
| Halve finale                                  |                                                                   |                         |                                                                | |                                                                |
| 16 april 2014 20:30 Allianz Arena München     | Bayern München                                                    | 5-1                     | FC Kaiserslautern (II)                                         | Raeder Lahm, Boateng, Dante, Alaba (81' Rafinha) Schweinsteiger (75' Martínez), Kroos, Müller Robben (61' Götze), Mandžukić, Ribéry           |                                                                |
| 16 april 2014 20:30 Allianz Arena München     | 23' Schweinsteiger 32' Kroos 50' Müller 78' Mandžukić 90+1' Götze | 1-0 2-0 3-0 3-1 4-1 5-1 | 60' Zoller                                                     | Raeder Lahm, Boateng, Dante, Alaba (81' Rafinha) Schweinsteiger (75' Martínez), Kroos, Müller Robben (61' Götze), Mandžukić, Ribéry           |                                                                |
| Finale                                        |                                                                   |                         |                                                                | |                                                                |
| 17 mei 2014 20:00 Olympisch Stadion Berlijn   | Borussia Dortmund                                                 | 0-2                     | Bayern München                                                 | Neuer Lahm (30' Ribéry)(109' Pizarro), Boateng, Dante, Rafinha Højbjerg (102' Van Buyten), Martínez, Kroos Robben, Müller, Götze              | 52' Kroos 63' Højbjerg 67' Boateng 115' Van Buyten 117' Robben |
| 17 mei 2014 20:00 Olympisch Stadion Berlijn   |                                                                   | 0-1 0-2                 | 107' Robben 120+3' Müller                                      | Neuer Lahm (30' Ribéry)(109' Pizarro), Boateng, Dante, Rafinha Højbjerg (102' Van Buyten), Martínez, Kroos Robben, Müller, Götze              | 52' Kroos 63' Højbjerg 67' Boateng 115' Van Buyten 117' Robben |

## UEFA Super Cup
| UEFA Super Cup                          |                            |                 |                      | |                        |
| Wedstrijddetails                        | Thuisploeg                 | Uitslag         | Uitploeg             | Opstelling | Kaarten                |
| Tweede ronde                            |                            |                 |                      | |                        |
| 30 augustus 2013 20:45 Eden Aréna Praag | Bayern München             | 2-2 (5-4)       | Chelsea FC           | Neuer Rafinha (56' Martínez), Boateng, Dante, Alaba Lahm, Müller (70' Götze), Kroos Robben (96' Shaqiri), Mandžukić, Ribéry Strafschoppen: Alaba, Kroos, Lahm, Ribéry, Shaqiri | 23' Ribéry 84' Boateng |
| 30 augustus 2013 20:45 Eden Aréna Praag | 47' Ribéry 120+1' Martínez | 0-1 1-1 1-2 2-2 | 8' Torres 93' Hazard | Neuer Rafinha (56' Martínez), Boateng, Dante, Alaba Lahm, Müller (70' Götze), Kroos Robben (96' Shaqiri), Mandžukić, Ribéry Strafschoppen: Alaba, Kroos, Lahm, Ribéry, Shaqiri | 23' Ribéry 84' Boateng |

## FIFA WK voor clubs

### Wedstrijden
| FIFA Club World Cup                                 |                      |             |                                    | |         |
| Wedstrijddetails                                    | Thuisploeg           | Uitslag     | Uitploeg                           | Opstelling | Kaarten |
| Halve finale                                        |                      |             |                                    | |         |
| 17 december 2013 20:30 Stade Adrar Agadir           | Guangzhou Evergrande | 0-3         | Bayern München                     | Neuer Rafinha, Van Buyten, Boateng, Alaba Thiago, Lahm, Kroos (58' Martínez) Götze, Mandžukić (75' Pizarro), Ribéry (72' Shaqiri) |         |
| 17 december 2013 20:30 Stade Adrar Agadir           |                      | 0-1 0-2 0-3 | 40' Ribéry 44' Mandžukić 47' Götze | Neuer Rafinha, Van Buyten, Boateng, Alaba Thiago, Lahm, Kroos (58' Martínez) Götze, Mandžukić (75' Pizarro), Ribéry (72' Shaqiri) |         |
| Finale                                              |                      |             |                                    | |         |
| 21 december 2013 20:30 Stade de Marrakech Marrakesh | Bayern München       | 2-0         | Raja Casablanca                    | Neuer Rafinha, Boateng, Dante, Alaba Thiago, Lahm, Kroos (60' Martínez) Shaqiri (80' Götze), Müller (76' Mandžukić), Ribéry       |         |
| 21 december 2013 20:30 Stade de Marrakech Marrakesh | 7' Dante 22' Thiago  | 1-0 2-0     |                                    | Neuer Rafinha, Boateng, Dante, Alaba Thiago, Lahm, Kroos (60' Martínez) Shaqiri (80' Götze), Müller (76' Mandžukić), Ribéry       |         |

## UEFA Champions League

### Wedstrijden
| Wedstrijddetails                                     | Thuisploeg                                                     | Uitslag             | Uitploeg                                    | Opstelling | Kaarten                                                          |
| ---------------------------------------------------- | -------------------------------------------------------------- | ------------------- | ------------------------------------------- | --- | ---------------------------------------------------------------- |
| Groepsfase                                           |                                                                |                     |                                             | |                                                                  |
| 17 september 2013 20:45 Allianz Arena München        | Bayern München                                                 | 3-0                 | CSKA Moskou                                 | Neuer Rafinha, Boateng, Dante, Alaba Müller, Lahm, Kroos (71' Schweinsteiger) Robben (79' Shaqiri), Mandžukić (75' Pizarro), Ribéry      |                                                                  |
| 17 september 2013 20:45 Allianz Arena München        | 4' Alaba 41' Mandžukić 68' Robben                              | 1-0 2-0 3-0         |                                             | Neuer Rafinha, Boateng, Dante, Alaba Müller, Lahm, Kroos (71' Schweinsteiger) Robben (79' Shaqiri), Mandžukić (75' Pizarro), Ribéry      |                                                                  |
| 2 oktober 2013 20:45 Etihad Stadium Manchester       | Manchester City                                                | 1-3                 | Bayern München                              | Neuer Rafinha, Boateng, Dante, Alaba Schweinsteiger (76' Kirchhoff), Lahm, Kroos Robben (78' Shaqiri), Müller, Ribéry (85' Götze)        | 45' Kroos 86' Boateng                                            |
| 2 oktober 2013 20:45 Etihad Stadium Manchester       | 79' Negredo                                                    | 0-1 0-2 0-3 1-3     | 7' Ribéry 56' Müller 60' Robben             | Neuer Rafinha, Boateng, Dante, Alaba Schweinsteiger (76' Kirchhoff), Lahm, Kroos Robben (78' Shaqiri), Müller, Ribéry (85' Götze)        | 45' Kroos 86' Boateng                                            |
| 23 oktober 2013 20:45 Allianz Arena München          | Bayern München                                                 | 5-0                 | Viktoria Pilsen                             | Neuer Rafinha, Van Buyten, Contento, Alaba Schweinsteiger, Lahm (63' Götze), Kroos Robben, Mandžukić (70' Pizarro), Ribéry (67' Müller)  |                                                                  |
| 23 oktober 2013 20:45 Allianz Arena München          | 25' Ribéry 37' Alaba 60' Ribéry 64' Schweinsteiger 90+1' Götze | 1-0 2-0 3-0 4-0 5-0 |                                             | Neuer Rafinha, Van Buyten, Contento, Alaba Schweinsteiger, Lahm (63' Götze), Kroos Robben, Mandžukić (70' Pizarro), Ribéry (67' Müller)  |                                                                  |
| 5 november 2013 20:45 Doosan Arena Pilsen            | Viktoria Pilsen                                                | 0-1                 | Bayern München                              | Neuer Rafinha, Van Buyten, Contento, Alaba Schweinsteiger (59' Martínez), Lahm, Kroos Götze (87' Weiser), Müller (59' Mandžukić), Ribéry |                                                                  |
| 5 november 2013 20:45 Doosan Arena Pilsen            |                                                                | 0-1                 | 65' Mandžukić                               | Neuer Rafinha, Van Buyten, Contento, Alaba Schweinsteiger (59' Martínez), Lahm, Kroos Götze (87' Weiser), Müller (59' Mandžukić), Ribéry |                                                                  |
| 27 november 2013 18:00 Arena Khimki Moskou           | CSKA Moskou                                                    | 1-3                 | Bayern München                              | Neuer Rafinha, Boateng, Dante, Alaba Martínez (79' Kirchhoff), Lahm (28' Thiago), Kroos Müller, Götze (88' Green), Robben                | 43' Martínez 61' Dante 77' Thiago                                |
| 27 november 2013 18:00 Arena Khimki Moskou           | 62' Honda                                                      | 0-1 0-2 1-2 1-3     | 17' Robben 56' Götze 65' Müller             | Neuer Rafinha, Boateng, Dante, Alaba Martínez (79' Kirchhoff), Lahm (28' Thiago), Kroos Müller, Götze (88' Green), Robben                | 43' Martínez 61' Dante 77' Thiago                                |
| 10 december 2013 20:45 Allianz Arena München         | Bayern München                                                 | 2-3                 | Manchester City                             | Neuer Lahm, Boateng, Dante, Alaba Götze (55' Martínez), Thiago, Kroos Müller, Mandžukić (68' Shaqiri), Ribéry                            | 40' Dante                                                        |
| 10 december 2013 20:45 Allianz Arena München         | 5' Müller 12' Götze                                            | 1-0 2-0 2-1 2-2 2-3 | 28' Silva 59' Kolarov 62' Milner            | Neuer Lahm, Boateng, Dante, Alaba Götze (55' Martínez), Thiago, Kroos Müller, Mandžukić (68' Shaqiri), Ribéry                            | 40' Dante                                                        |
| 1/8 finale                                           |                                                                |                     |                                             | |                                                                  |
| 19 februari 2014 20:45 Emirates Stadium Londen       | Arsenal FC                                                     | 0-2                 | Bayern München                              | Neuer Lahm, Boateng (46' Rafinha), Dante, Alaba Thiago (79' Pizarro), Martínez, Kroos Robben, Mandžukić (64' Müller), Götze              | 8' Boateng 45+2' Mandžukić                                       |
| 19 februari 2014 20:45 Emirates Stadium Londen       |                                                                | 0-1 0-2             | 54' Kroos 88' Müller                        | Neuer Lahm, Boateng (46' Rafinha), Dante, Alaba Thiago (79' Pizarro), Martínez, Kroos Robben, Mandžukić (64' Müller), Götze              | 8' Boateng 45+2' Mandžukić                                       |
| 11 maart 2014 20:45 Allianz Arena München            | Bayern München                                                 | 1-1                 | Arsenal FC                                  | Neuer Lahm, Martínez, Dante, Alaba Thiago, Schweinsteiger, Götze (59' Kroos) Robben, Mandžukić, Ribéry (85' Müller)                      | 8' Dante 79' Martínez                                            |
| 11 maart 2014 20:45 Allianz Arena München            | 55' Schweinsteiger                                             | 1-0 1-1             | 57' Podolski                                | Neuer Lahm, Martínez, Dante, Alaba Thiago, Schweinsteiger, Götze (59' Kroos) Robben, Mandžukić, Ribéry (85' Müller)                      | 8' Dante 79' Martínez                                            |
| Kwartfinale                                          |                                                                |                     |                                             | |                                                                  |
| 1 april 2014 20:45 Old Trafford Manchester           | Manchester United                                              | 1-1                 | Bayern München                              | Neuer Rafinha, Martínez, Boateng, Alaba Schweinsteiger, Lahm, Kroos (74' Götze) Robben, Müller (63' Mandžukić), Ribéry                   | 61' Schweinsteiger 82' Mandžukić 89' Martínez 90' Schweinsteiger |
| 1 april 2014 20:45 Old Trafford Manchester           | 58' Vidic                                                      | 1-0 1-1             | 66' Schweinsteiger                          | Neuer Rafinha, Martínez, Boateng, Alaba Schweinsteiger, Lahm, Kroos (74' Götze) Robben, Müller (63' Mandžukić), Ribéry                   | 61' Schweinsteiger 82' Mandžukić 89' Martínez 90' Schweinsteiger |
| 9 april 2014 20:45 Allianz Arena München             | Bayern München                                                 | 3-1                 | Manchester United                           | Neuer Lahm, Boateng, Dante, Alaba Müller (84' Pizarro), Kroos, Götze (65' Rafinha) Robben, Mandžukić, Ribéry                             | 73' Rafinha                                                      |
| 9 april 2014 20:45 Allianz Arena München             | 59' Mandžukić 68' Müller 76' Robben                            | 0-1 1-1 2-1 3-1     | 57' Evra                                    | Neuer Lahm, Boateng, Dante, Alaba Müller (84' Pizarro), Kroos, Götze (65' Rafinha) Robben, Mandžukić, Ribéry                             | 73' Rafinha                                                      |
| Halve finale                                         |                                                                |                     |                                             | |                                                                  |
| 23 april 2014 20:45 Estadio Santiago Bernabéu Madrid | Real Madrid                                                    | 1-0                 | Bayern München                              | Neuer Rafinha (66' Martínez), Boateng, Dante, Alaba Schweinsteiger (74' Müller), Lahm, Kroos Robben, Mandžukić, Ribéry (72' Götze)       |                                                                  |
| 23 april 2014 20:45 Estadio Santiago Bernabéu Madrid | 19' Benzema                                                    | 1-0                 |                                             | Neuer Rafinha (66' Martínez), Boateng, Dante, Alaba Schweinsteiger (74' Müller), Lahm, Kroos Robben, Mandžukić, Ribéry (72' Götze)       |                                                                  |
| 29 april 2014 20:45 Allianz Arena München            | Bayern München                                                 | 0-4                 | Real Madrid                                 | Neuer Lahm, Boateng, Dante, Alaba Schweinsteiger, Kroos, Müller (72' Pizarro) Robben, Mandžukić (46' Martínez), Ribéry (72' Götze)       | 17' Dante                                                        |
| 29 april 2014 20:45 Allianz Arena München            |                                                                | 0-1 0-2 0-3 0-4     | 16' Ramos 20' Ramos 34' Ronaldo 90' Ronaldo | Neuer Lahm, Boateng, Dante, Alaba Schweinsteiger, Kroos, Müller (72' Pizarro) Robben, Mandžukić (46' Martínez), Ribéry (72' Götze)       | 17' Dante                                                        |

### Groepsfase Champions League
| Groep D | Groep D         | Groep D | Groep D | Groep D | Groep D | Groep D | Groep D | Groep D | Groep D |
|         |                 | P       | W       | G       | V       | +       | -       | DS      | Ptn     |
| ------- | --------------- | ------- | ------- | ------- | ------- | ------- | ------- | ------- | ------- |
| 1.      | Bayern München  | 6       | 5       | 0       | 1       | 17      | 5       | +12     | 15      |
| 2.      | Manchester City | 6       | 5       | 0       | 1       | 18      | 10      | +8      | 15      |
| 3.      | Viktoria Pilsen | 6       | 1       | 0       | 5       | 6       | 17      | −11     | 3       |
| 4.      | CSKA Moskou     | 6       | 1       | 0       | 5       | 8       | 17      | −9      | 3       |

## Individuele prijzen
| Prijs                         | Winnaar      |
| ----------------------------- | ------------ |
| Duits voetballer van het jaar | Manuel Neuer |
| Wereldkeeper van het jaar     | Manuel Neuer |

## Afbeeldingen

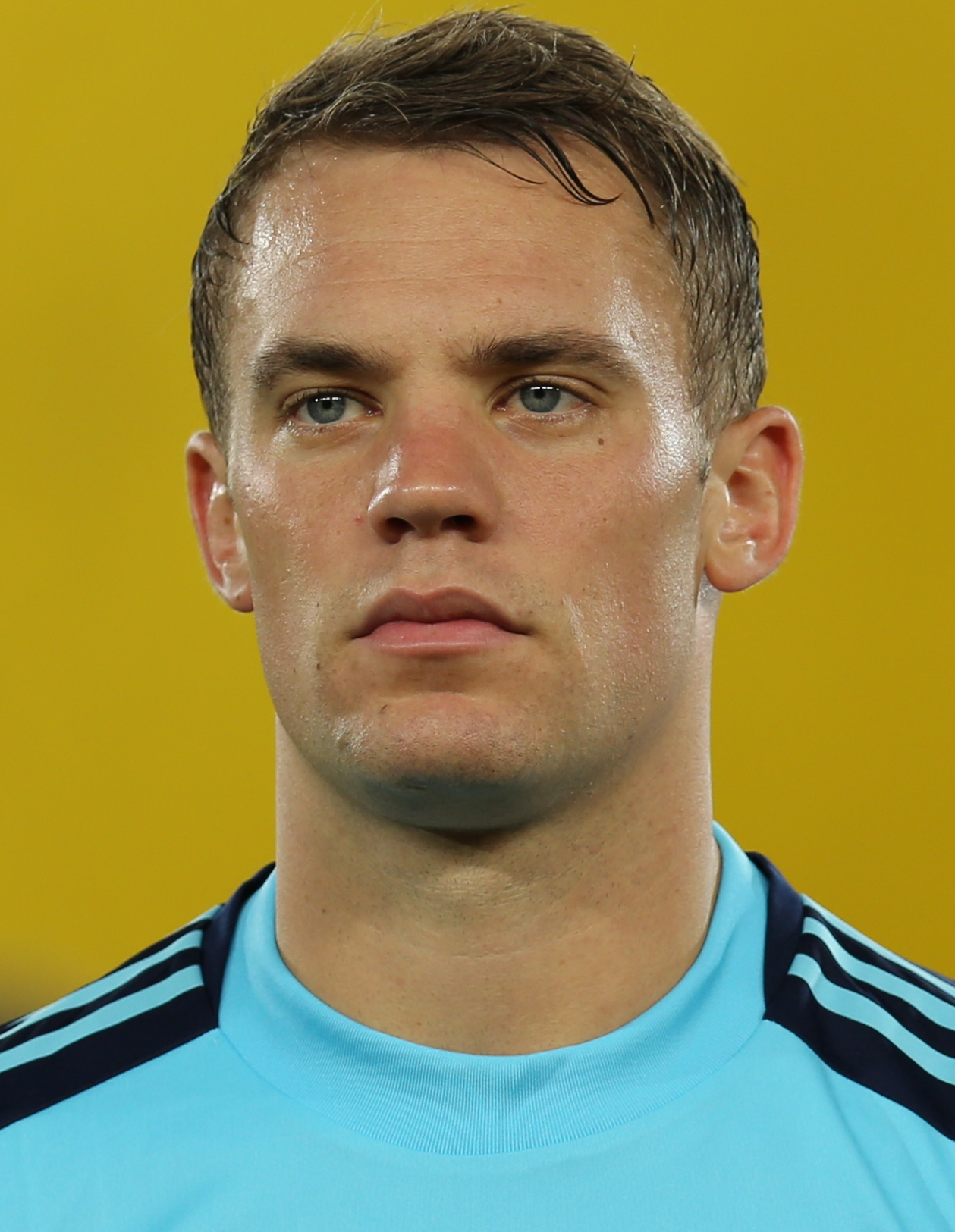
Manuel Neuer (doelman)
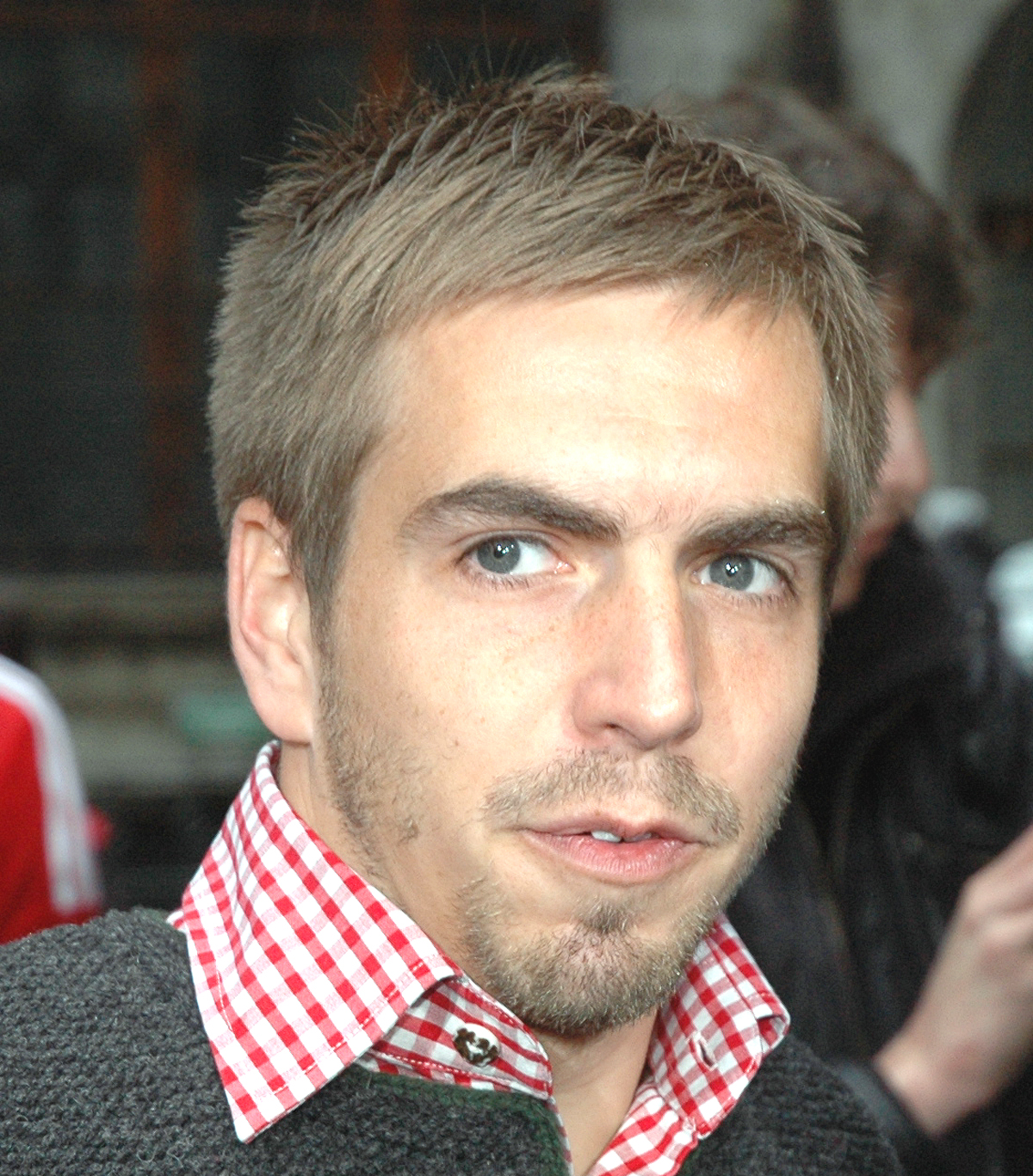
Philipp Lahm (verdediger)
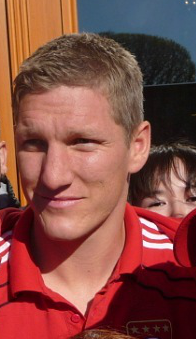
Bastian Schweinsteiger (middenvelder)
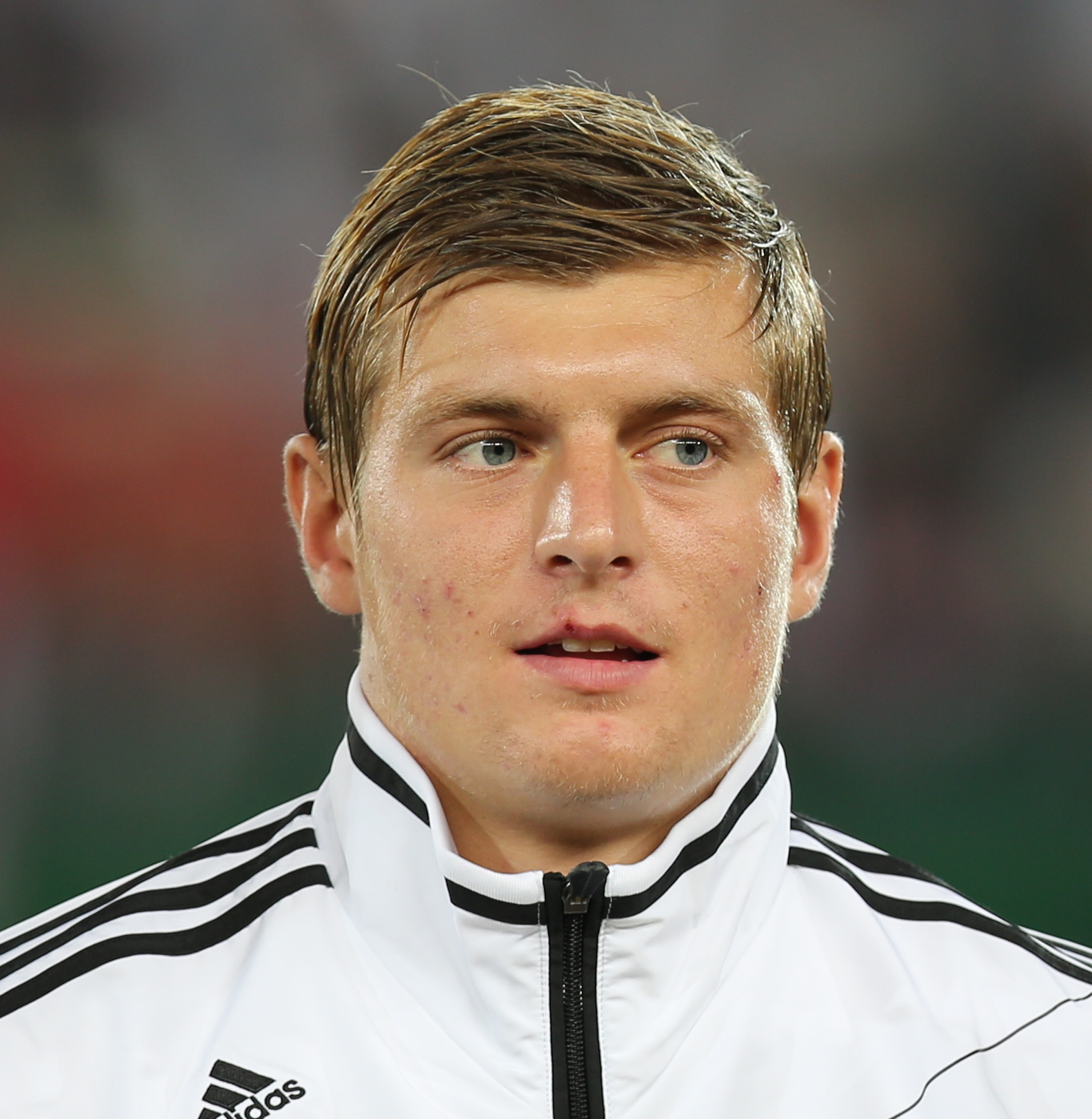
Toni Kroos (middenvelder)
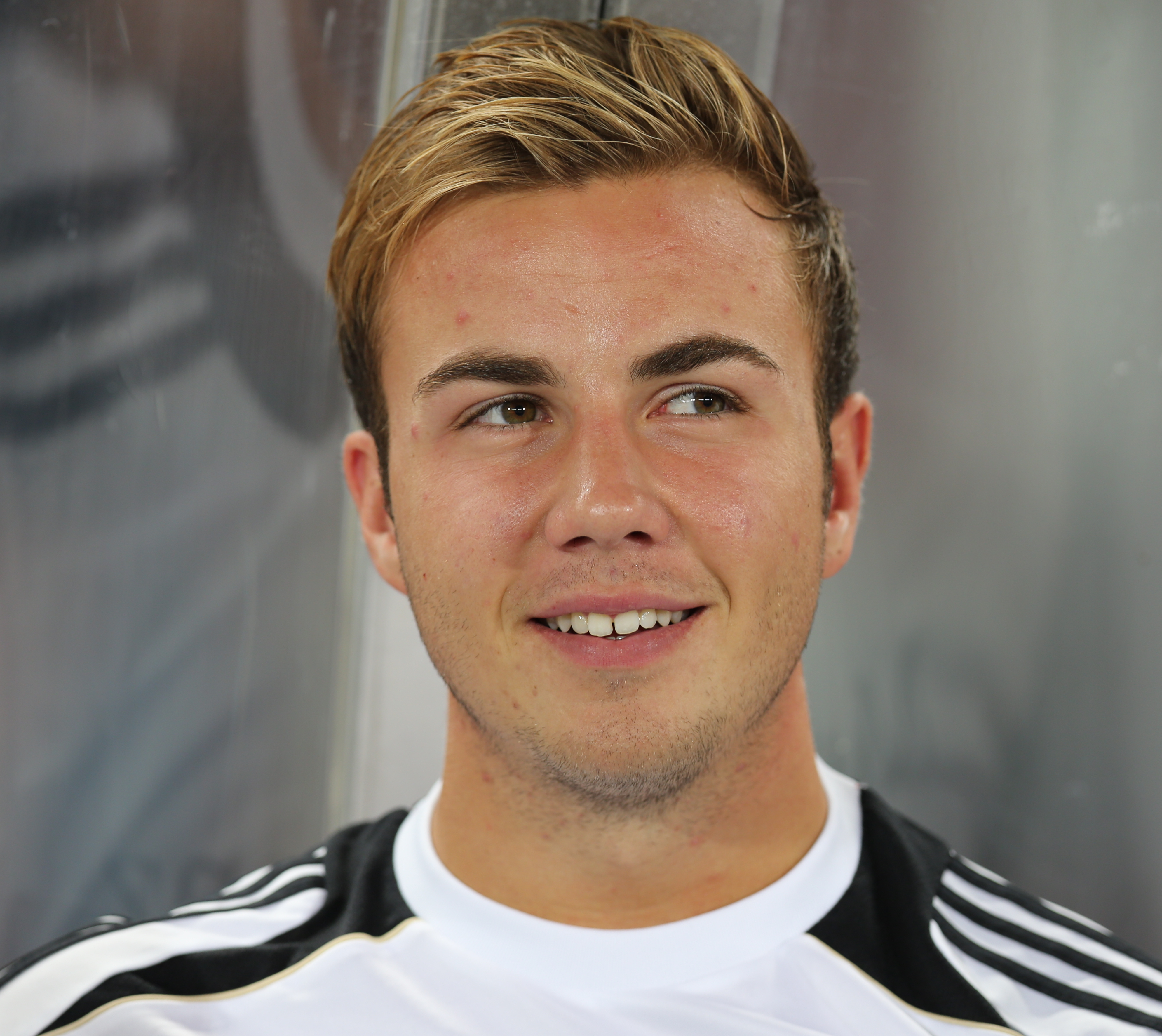
Mario Götze (middenvelder)
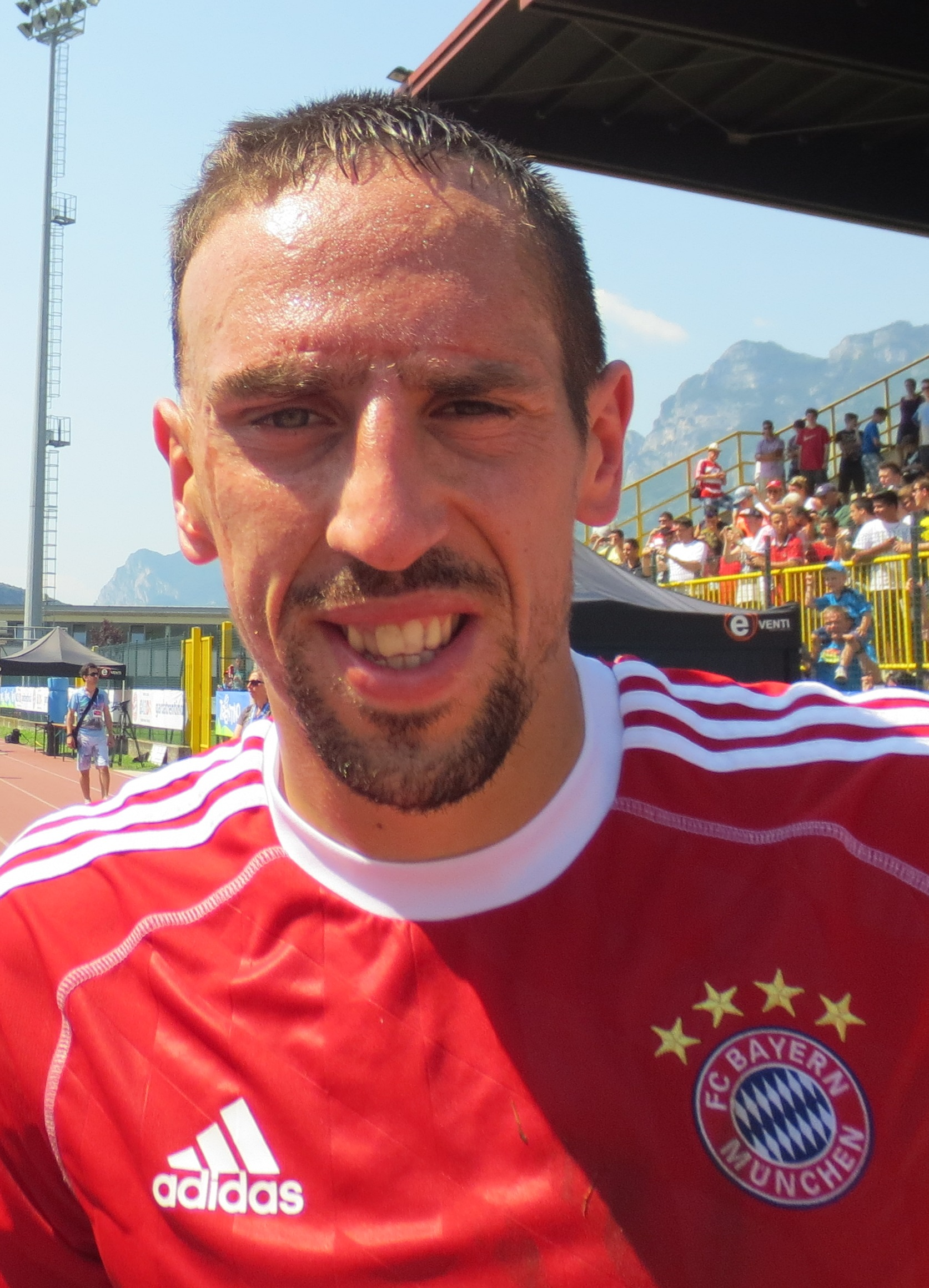
Franck Ribéry (aanvaller)
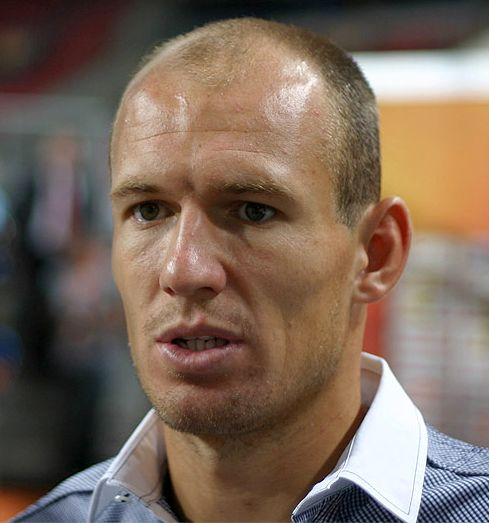
Arjen Robben (aanvaller)
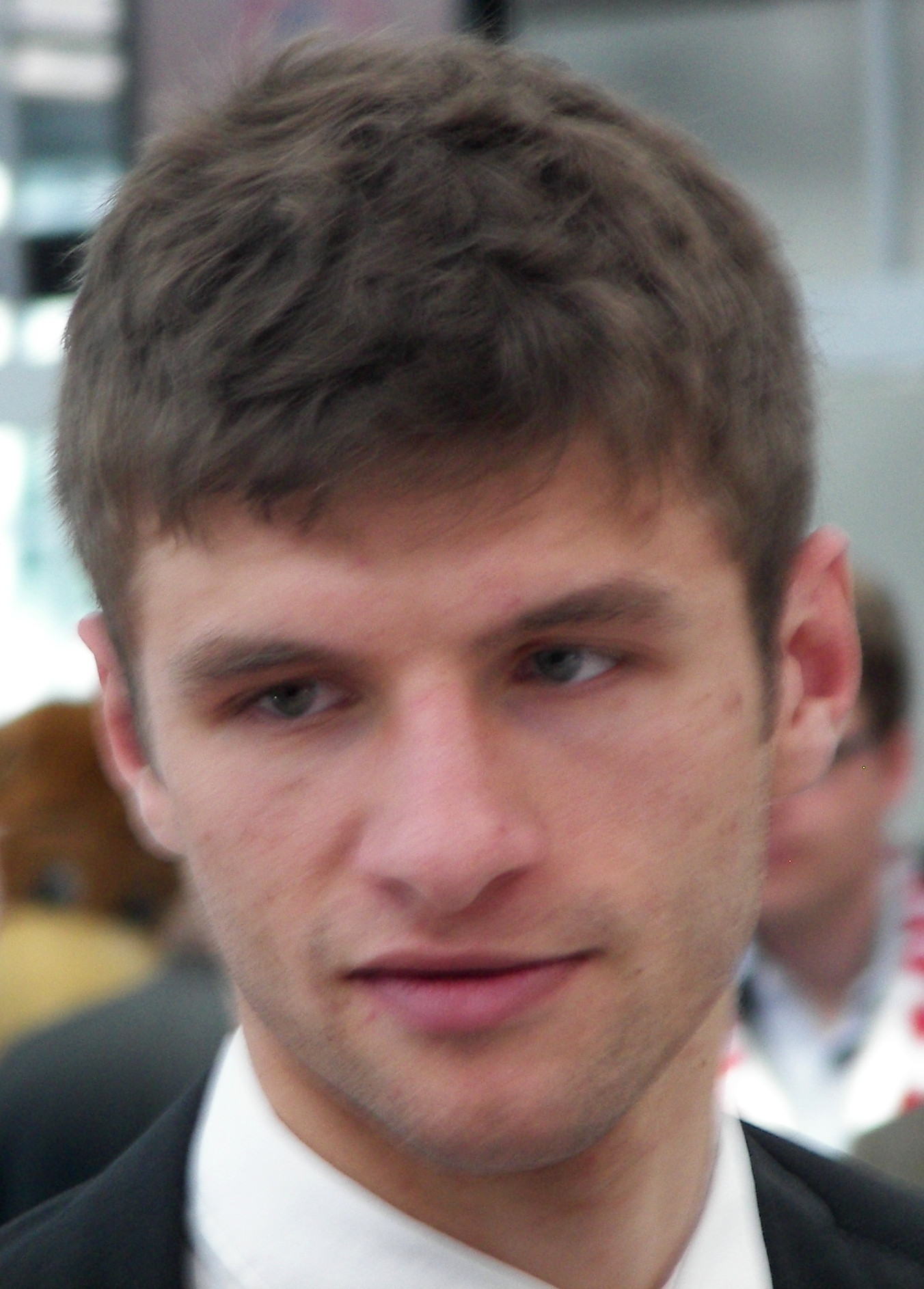
Thomas Müller (aanvaller)